# Dicranomyia (Dicranomyia) ushas
Dicranomyia (Dicranomyia) ushas is een tweevleugelige uit de familie steltmuggen (Limoniidae). De soort komt voor in het Oriëntaals gebied.